# Sköllersta socken
Sköllersta socken i Närke ingick i Sköllersta härad, ingår sedan 1971 i Hallsbergs kommun i Örebro län och motsvarar från 2016 Sköllersta distrikt.
Socknens areal är 103,75 kvadratkilometer, varav 102,39 land. År 2000 fanns här 3 612 invånare. Tätorten Pålsboda samt tätorten och kyrkbyn Sköllersta med sockenkyrkan Sköllersta kyrka ligger i socknen.

## Administrativ historik
Sköllersta socken har medeltida ursprung. 
Vid kommunreformen 1862 övergick socknens ansvar för de kyrkliga frågorna till Sköllersta församling och för de borgerliga frågorna till Sköllersta landskommun. Landskommunen utökades 1952 och uppgick 1971 i Hallsbergs kommun. I församlingen uppgick 2010 Bo-Svennevads församling.
1 januari 2016 inrättades distriktet Sköllersta, med samma omfattning som församlingen hade 1999/2000.
Socknen har tillhört fögderier, tingslag och domsagor enligt vad som beskrivs i artikeln Närke.  De indelta soldaterna tillhörde Närkes regemente, Kumla kompani och Livregementets husarkår, Östernärke skvadron.

## Geografi
Sköllersta socken ligger söder om Örebro med Kvismare kanal i norr och sjön Hällebosjön i sydost. Socknen har slättland i norr på Närkeslätten och är söder om Hallsbergsförkastningen en höglänt skogsbygd.
Genom socknen går Riksväg 52 i nordväst och Västra stambanan samt riksväg 51 i väster. Kävesta folkhögskola ligger här.

### Geografisk avgränsning
Sköllersta socken avgränsas i nordväst av Ekeby socken i Kumla kommun. Längst i norr når socknen Västra Kvismaren och har där en östgräns mot Norrbyås socken på en sträcka av cirka 800 meter.
I öster avgränsas socknen av Askers socken i Örebro kommun. Cirka 1 km öster om byn Kalvskalla ligger "tresockenmötet" Sköllersta-Asker-Svennevad. Härifrån avgränsas socknen i söder av Svennevads socken. I väster, cirka 4 km väster om Pålsboda och söder om torpet Svaneborg (i Ekeby), gränsar socknen på en sträcka av cirka 1 km mot Hallsbergs socken. Invid Svaneborg ligger "tresockenmötet" Sköllersta-Hallsberg-Ekeby. 

## Fornlämningar
En hällkista från stenåldern är funnen, likaså har gravrösen från bronsåldern och spridda högar, 15 gravfält och två fornborgar (Tarsta berg samt Omhällsberg) från järnåldern återfunnits.

## Namnet
Namnet (1314 Skioldestum') kommer från kyrkbyn. Förleden innehåller troligen mansnamnet Skioldr, efterleden är sta(d), 'plats, ställe'.
Före 29 juni 1923 skrevs namnet även Skyllersta socken.

## Befolkningsutveckling
| Befolkningsutvecklingen i Sköllersta socken 1750–1990                                                   | Befolkningsutvecklingen i Sköllersta socken 1750–1990 | Befolkningsutvecklingen i Sköllersta socken 1750–1990 | Befolkningsutvecklingen i Sköllersta socken 1750–1990 | Befolkningsutvecklingen i Sköllersta socken 1750–1990 |
| --- | ----------------------------------------------------- | ----------------------------------------------------- | ----------------------------------------------------- | ----------------------------------------------------- |
| |                                                       |                                                       |                                                       |                                                       |
| År |                                                       |                                                       | Folkmängd                                             |                                                       |
| 1750 | 1750                                                  |                                                       | 1 658                                                 |                                                       |
| 1760 | 1760                                                  |                                                       | 1 581                                                 |                                                       |
| 1769 | 1769                                                  |                                                       | 1 685                                                 |                                                       |
| 1780 | 1780                                                  |                                                       | 1 708                                                 |                                                       |
| 1790 | 1790                                                  |                                                       | 1 801                                                 |                                                       |
| 1800 | 1800                                                  |                                                       | 1 903                                                 |                                                       |
| 1810 | 1810                                                  |                                                       | 1 971                                                 |                                                       |
| 1820 | 1820                                                  |                                                       | 2 048                                                 |                                                       |
| 1830 | 1830                                                  |                                                       | 2 317                                                 |                                                       |
| 1840 | 1840                                                  |                                                       | 2 566                                                 |                                                       |
| 1850 | 1850                                                  |                                                       | 2 756                                                 |                                                       |
| 1860 | 1860                                                  |                                                       | 2 864                                                 |                                                       |
| 1870 | 1870                                                  |                                                       | 3 133                                                 |                                                       |
| 1880 | 1880                                                  |                                                       | 3 241                                                 |                                                       |
| 1890 | 1890                                                  |                                                       | 3 105                                                 |                                                       |
| 1900 | 1900                                                  |                                                       | 3 007                                                 |                                                       |
| 1910 | 1910                                                  |                                                       | 2 996                                                 |                                                       |
| 1920 | 1920                                                  |                                                       | 2 999                                                 |                                                       |
| 1930 | 1930                                                  |                                                       | 2 998                                                 |                                                       |
| 1940 | 1940                                                  |                                                       | 2 791                                                 |                                                       |
| 1950 | 1950                                                  |                                                       | 3 119                                                 |                                                       |
| 1960 | 1960                                                  |                                                       | 3 015                                                 |                                                       |
| 1970 | 1970                                                  |                                                       | 3 241                                                 |                                                       |
| 1980 | 1980                                                  |                                                       | 3 953                                                 |                                                       |
| 1990 | 1990                                                  |                                                       | 3 873                                                 |                                                       |
| Anm: Källor: Umeå universitet - Tabellverket 1749-1859, Demografiska databasen, CEDAR, Umeå universitet |                                                       |                                                       |                                                       |                                                       |

## Kända personer från bygden
- Lydia Lithell
- Ireen von Wachenfeldt